# Ludwig Glauert
Ludwig Glauert (* 5. Mai 1879 in Ecclesall, Sheffield, Yorkshire; † 1. Februar 1963 in Perth, Western Australia) war ein australischer Herpetologe, Paläontologe, Geologe und Museumsdirektor englischer Herkunft. Er galt als Spezialist für die Reptilien, Amphibien und Skorpione von West-Australien.

## Leben und Wirken
Glauert war der Sohn von Johann Ernst Louis Henry Glauert, einem Kaufmann und Tuchhersteller, und seiner Frau Amanda, geborene Watkinson. Er ging in Sheffield zur Schule. Nach einer Ausbildung am Technical College und später am University College in Sheffield, arbeitete Glauert als Dozent für Geologie am University College. Im Jahr 1900 wurde er Fellow der Geological Society of London. Da er keine dauerhafte Anstellung in seinem gewählten Feld erhielt, beschloss er nach Australien auszuwandern. 1908 siedelte Glauert mit seiner Frau Winifrede Aimée, geborene Berresford, nach Freemantle in der Nähe von Perth in Western Australia über. Im Juli desselben Jahres hatte er eine zeitlich befristete Anstellung als Feldgeologe bei der Geologischen Landesaufnahme, wo er zwei Jahre das von seinen Vorgesetzten gesammelte Material identifizierte, klassifizierte und beschrieb. Ab 1910 gehörte er zur Stammbelegschaft des Western Australian Museums, wo er 1914 zum Keeper für Geologie und Ethnologie befördert wurde. Von 1909 bis 1915 führte er Ausgrabungen in den Margaret River Caves durch, wo er die fossilen Überreste von Kloakentieren und Beuteltieren aus den Kalksteinablagerungen des Pleistozäns entdeckte. Daneben erweiterte er seine Forschungsinteressen auf die australischen Aborigines und engagierte sich im Naturschutz. Ludwig Glauert wurde noch im Gründungsjahr 1912 Mitglied der Paläontologischen Gesellschaft. Im Oktober 1917 trat er den Streitkräften der Australian Imperial Force bei und diente für kurze Zeit in Übersee. Nach dem Krieg hielt er Vorträge über naturwissenschaftliche Themen vor Soldaten und studierte das naturgeschichtliche Material Australiens im British Museum. 1920 kehrte er nach Perth zurück und wurde Keeper der biologischen Sammlung des Western Australian Museum. 1927 wurde er leitender Kurator und 1954 übernahm er den Direktorenposten des Museums, ein Amt, das er bis zu seinem Ruhestand im Jahr 1956 innehatte. 1928 erlangte er den Bachelor of Arts an der University of Western Australia.
Aufgrund finanzieller Aspekte war Glauerts Feldarbeit auf die Region nahe Perth beschränkt, jedoch nahm er an zwei Expeditionen nördlich von Perth teil, eine im Jahr 1922 in den Murchison-Distrikt und eine weitere entlang des Gascoyne Rivers im Jahr 1928. Ferner trug er ausgiebige Sammlungen auf Rottnest Island (1930), im Swan Coastal Plain und in den Darling Ranges in der Umgebung von Perth zusammen. Für lange Zeit war er der einzige Herpetologe in diesem Territorium, einer Region die ein Drittel Australiens umfasst. Diese Situation änderte sich im Jahr 1962, als er Unterstützung von Albert Russell Main von der University of Western Australia und seinem Mitarbeiter Glen Milton Storr erhielt, der 1962 den Kuratorenposten der herpetologischen Abteilung des Western Australian Museum übernahm.
Zwischen 1923 und 1962 veröffentlichte Glauert 33 wissenschaftliche Publikationen über Amphibien und Reptilien, 13 davon erschienen in einer nummerierten Reihe unter dem Titel Herpetological Miscellanea. Seine bekanntesten Bücher sind Handbook of the Snakes of Western Australia (1950, mit einer zweiten Auflage im Jahr 1957) und das Handbook of the Lizards of Western Australia. Ferner schrieb er unter dem Pseudonym Jay Penne Beiträge für die Zeitung The West Australian.
Glauert beschrieb mehrere pleistozäne Kloakentiere und Beuteltiere, darunter den Riesenlangschnabeligel Zaglossus hacketti, die Kurzschnauzenkängurus und die Wombatart Vombatus hacketti, die rezente Süßwasserasselart Paramphisopus palustris sowie einige rezente Reptilienarten, darunter Brachyurophis approximans, Diporiphora reginae, Egernia douglasi, Pogona microlepidota, Proablepharus reginae und Mertens-Wasserwaran (Varanus mertensi).
Glauert ließ sich am 24. Januar 1963 wegen einer anstehenden Operation ins Hollywood Hospital in Perth einweisen. Er starb jedoch am 1. Februar 1963, bevor diese Operation stattfinden konnte.

## Würdigungen und Dedikationsnamen
1948 erhielt er die Australian Natural History Medallion und 1956 wurde er MBE. 1945 erhielt er die Medaille der Royal Society of Western Australia, deren Präsident er 1933 und 1947 war. 1957 ehrte Robert Mertens Glauert im Artepitheton des Kimberley-Felsenwarans (Varanus glauerti). 1944 benannte Gilbert Percy Whitley den Glauert-Anglerfisch (Allenichthys glauerti) nach Glauert.